# Río Jordán, Salto de Agua
Río Jordán är en ort i Mexiko.   Den ligger i kommunen Salto de Agua och delstaten Chiapas, i den sydöstra delen av landet, 800 km öster om huvudstaden Mexico City. Río Jordán ligger 139 meter över havet och antalet invånare är 1 197.
Terrängen runt Río Jordán är kuperad åt nordväst, men åt sydost är den bergig. Río Jordán ligger nere i en dal. Runt Río Jordán är det ganska tätbefolkat, med 54 invånare per kvadratkilometer. Närmaste större samhälle är Belisario Domínguez, 18,6 km norr om Río Jordán. I omgivningarna runt Río Jordán växer i huvudsak städsegrön lövskog.